# 軍用機の命名規則
この項目と以下の各項目では、各国の軍隊や航空機メーカーが軍用機に付ける制式名称や開発コードネーム等、軍用機の命名規則（ぐんようきのめいめいきそく）について記す。
- 軍用機の命名規則 (アメリカ合衆国)
- 軍用機の命名規則 (イギリス)
- 軍用機の命名規則 (イタリア)
- 軍用機の命名規則 (スウェーデン)
- 軍用機の命名規則 (ドイツ)
- 軍用機の命名規則 (ドイツ帝国)
- 軍用機の命名規則 (日本)